# Henry Murger
Henry Murger (París, 27 de març de 1822 - 28 de gener de 1861) fou un escriptor francès.
El seu pare natural de Savoia, era un trist porter que exercia de sastre de portal, i si el jove Henry rebé alguna educació, fou degut a l'energia de la seva mare, que aspirava pel seu fill a un millor previndré que el de remenar draps usats, i a la protecció d'un dels llogaters de la casa, l'acadèmic Jouy, que li aconseguí el càrrec de secretari prop del comte Lleó Tolstoi, diplomàtic rus encarregat de tenir al seu govern al corrent de la literatura francesa.
Fins al 1848 Murger desenvolupà aquesta plaça amb un sou de 40 francs, que s'elevà a 50, però morta la seva mare i foragitat de casa seva pel seu pare, que no li perdonava haver preferit la ploma a les estisores, es refugià en unes golfes, entrant de ple en la vida bohèmia, que no tenia d'abandonar fins a la seva mort, i on recollí les dades per l'obra que portà el seu nom a la posteritat.
Vivint de miracle, envoltat de joves que comptaven amb els mateixos pocs recursos que ell i amb els quals fundà la societat dels "Bevedors d'aigua", es dedicà a la literatura, escrivint en diaris de moda, en revistes infantils i fins i tot a ser redactor en cap d'un diari òrgan dels "barreters", titulat El Castor, del qual en parla en el seu Vida de Bohèmia, tot això alternat amb freqüents estances a l'hospital, on el portava una malaltia produïda per passar-se les nits en vetlla. Però seguí, fins que va tindre la inspiració de portar uns versos a Arsenio Houssaye, que els hi acceptà amb la condició que escrivís articles en prosa per al sèu diari L'Artiste, on aparegué poc temps després una fantasia titulada Amours d'un grillón et d'une étincelle, comparable a les millors de Charles Nodier i Alfred de Musset, que foren els seus mestre verdaders.
Des d'aquest moment se li començaren a obrir les portes de totes les redaccions, publicant en El Corsaire les seves primeres Scenes de la vie de Bohême, que el 1849 reuní en volums, aconseguint un gran èxit que augmentà, si cap, al transformar-la en drama, amb col·laboració amb Barriére, amb el títol Vie de Bohème (1851). Aquesta obra, que ha fet perdurar la fama de l'autor té el seu major mèrit en haver estat viscuda, ja que Murger es retratà a si mateix en "Rodolfo", així com amb els noms de "Colline" i "Schaunard" retrata al filòsof Jean Wallon i a Alexander Schaune, podent afirmar que no hi ha un sol personatge de la seva obra que no fos copiat del natural i ni una sola de les seves escenes que no hagués sigut presenciada per Murger o pres part en ella.
Una altra causa d'èxit fou la d'aparèixer en un moment favorable, quan el públic ja estava fastiguejat de les inacabables novel·les d'aventures extraordinàries i, per tant, acollí, amb fruïció aquells bonics i curts esborranys, amb personatges plens de simpatia que es movien en un mitjà nou atraient.
Malgrat que col·laborava en la Revue de Deux Mondes i no havia de fer cap esforç per a col·locar els seus articles i novel·letes, i el Teatre Francès l'havia obert les portes, no canvià radicalment la seva vida passant tan sols de la misèria a una mitjania més o menys modesta.
El 1855 abandonà París, retirant-se a Marlotte, prop de Fontainebleau, d'on fou traslladat a la casa de salut del doctor Dubois, dos dies abans de morir, sent costejat el seu enterrament pel Govern i a més s'obrí una subscripció pública per erigir-li una estàtua en el cementiri de Montmartre.
Poc temps després de la seva mort aparegueren les Nuits d'hiver, col·lecció de poesies que ofereixen un verdader interès, sinó com a verdadera obra d'art, almenys com a reflex fidel de l'ànima de l'autor, de l'abisme vers el qual voltaven les seves il·lusions juvenils, i dels sinistres pressentiments que giraren entorn d'ell durant tota la seva vida.

## Obres
- Le pays latin (1851)
- Scènes de la vie de jeunesse (1851)
- Claude et Marianne (1852)
- Le bonhomme jadís, drama (1852)
- Propos de ville de propos de théatre (1853)
- Adeline Protat (1854)
- Ballades et fantaisies (1854)
- Le roman de toutes les femmes (1854)
- Scènes de la campagne (1854)
- Les buveurs d'eau (1855)
- Le dessous du panier (1855)
- Le dernier rendez-vous (1856)
- Les vacances de Camille (1857)
- Madame Olympe (1859)
- Le saboi rouge (1860)
- Le serment d'Horace, drama (1861), etc.